# Indische Staatsbürgerschaft im Ausland

Deckblatt der „Overseas Citizen of India Card“ (ausgestellt ab dem 9. Januar 2015)

Die Indische Staatsbürgerschaft im Ausland (Hindi भारतीय विदेशी नागरिकता, britisches Englisch Overseas Citizenship of India (OCI)) ist ein indischer Aufenthaltstitel für Menschen indischer Herkunft und deren (auch: ausländische) Ehepartner und Nachkommen. Sie ist mit einer unbefristeten Aufenthalts- und Arbeitsgenehmigung verbunden. Im Jahr 2022 gab es ca. 4 Millionen Inhaber einer OCI.

## Entstehungsgeschichte

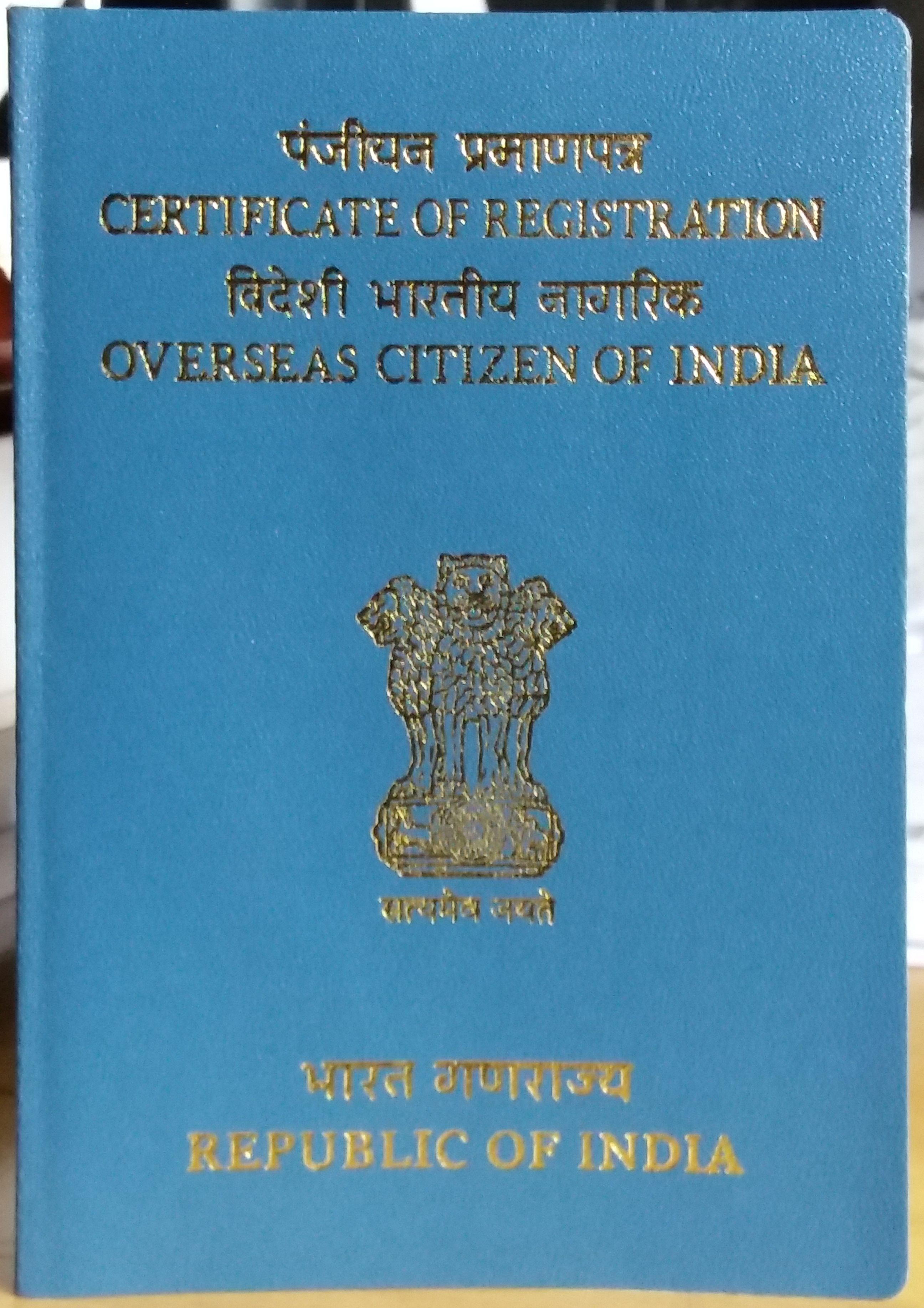
Overseas Citizen of India Card (vor 2015)

Art. 9 der indischen Verfassung erlaubt keine doppelte Staatsbürgerschaft, auch nicht beim Erwerb einer anderen Staatsbürgerschaft durch Geburt, wie es etwa bei einer Geburt in den Vereinigten Staaten oder Kanada der Fall ist. Um Mitgliedern der indischen Diaspora dennoch bestimmte Rechte einzuräumen, wurde mit Wirkung ab dem 9. Januar 2006 die Möglichkeit geschaffen, sich als Personen indischer Herkunft (PIO) registrieren zu lassen. Bei einer Reise nach Indien musste im ausländischen Reisepass ein „U“-Visumstempel enthalten sein. Dieses Erfordernis wurde am 9. Januar 2015 abgeschafft und OCI-Inhaber müssen bei einer Ein- und Ausreise lediglich einen gültigen ausländischen Reisepass mitführen. Im Zuge der COVID-19-Pandemie wurde im Zeitraum von März bis zum 15. April 2020 die visumfreie Einreise ausgesetzt. Am 4. März 2021 wurden die Rechte von OCI-Inhabern eingeschränkt. Bei Reisen in „geschützte Gebiete“ (vornehmlich in Nordostindien) oder in „Sperrgebiete“ (beispielsweise in das indische Unionsterritorium Andamanen und Nikobaren) muss nun vorher eine Genehmigung beantragt werden. Sollten sich OCI-Inhaber dauerhaft in Indien niederlassen, so müssen sie jede Änderung ihrer ständigen Wohnadresse oder ihres Berufs dem „Foreigners Regional Registration Officer“ (FRRO) per E-Mail mitteilen.

## Rechtliche Ausgestaltung

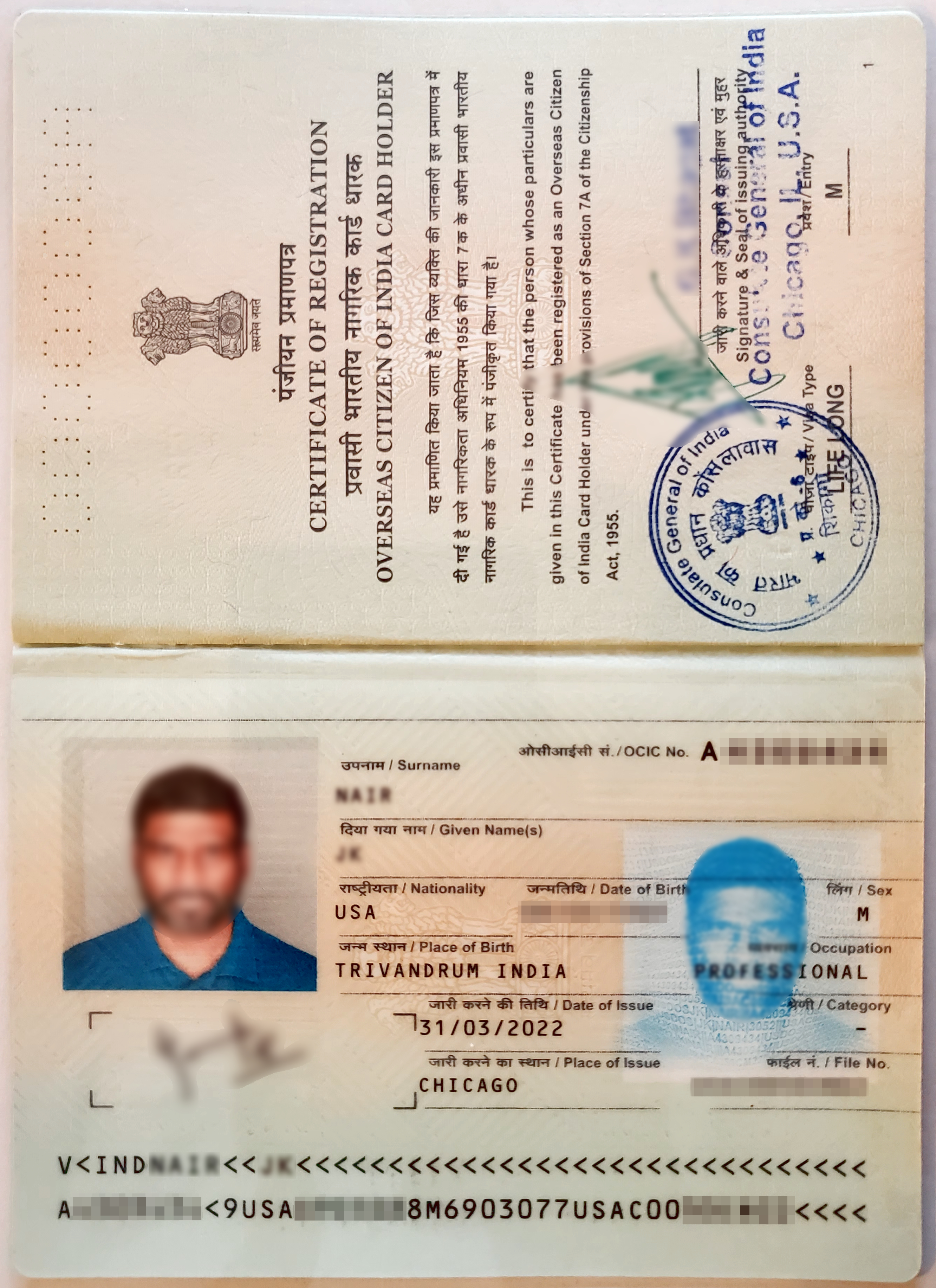
Datenseite der „Overseas Citizen of India Card“ (ausgestellt ab dem 9. Januar 2015)

### Anspruch
Antragsberechtigt für eine OCI sind:
- Staatsbürger eines anderen Landes, die am 26. Januar 1950 oder zu einem späteren Zeitpunkt indische Staatsbürger waren; oder
- Staatsbürger eines anderen Landes, das nach dem 15. August 1947 Teil Indiens wurde; oder
- Staatsbürger eines anderen Landes, die am 26. Januar 1950 Anspruch auf die indische Staatsbürgerschaft hatten; oder
- ein Kind, ein Enkel oder ein Urenkel eines solchen Bürgers; oder
- ein minderjähriges Kind der oben genannten Personen; oder
- ein minderjähriges Kind, dessen beide Elternteile oder mindestens ein Elternteil indische Staatsbürger sind; oder
- ausländische Ehegatten eines indischen Staatsbürgers oder Inhabers einer OCI, der gemäß Abschnitt 7A des Staatsbürgerschaftsgesetzes von 1955 registriert ist und deren Ehe unmittelbar vor der Antragstellung für einen ununterbrochenen Zeitraum von mindestens zwei Jahren registriert war und bestanden hat.

Nicht antragsberechtigt sind
- Personen, deren Eltern, Großeltern oder Urgroßeltern die Staatsbürgerschaft Pakistans oder Bangladeschs besitzen oder besaßen; oder
- Personen, die als Mitglied einer ausländischen Armee gedient haben, es sei denn, sie unterliegen nach dem Recht ihres Heimatland der Wehrpflicht, wie beispielsweise israelische Bürger, die in der IDF dienen müssen bzw. gedient haben.

Ausländische Ehegatten eines indischen Staatsbürgers verlieren im Falle einer Scheidung den Anspruch auf eine OCI. Staatenlose können keine OCI beantragen.

### Verbundene Rechte
Der OCI-Status bietet ausländischen Bürgern viele Rechte, die indischen Staatsbürgern zustehen. Inhaber einer OCI
- sind berechtigt, lebenslang jederzeit nach Indien zu jedem Zweck ein- und auszureisen;
- sind bei der Einreise von der Registrierungspflicht beim Foreigners Regional Registration Officer (FRRO) befreit (dies gilt jedoch nicht im Fall einer Änderung der ständigen Wohnadresse oder des Berufs);
- dürfen einer selbständigen oder unselbständigen Arbeit nachgehen;
- können nicht-landwirtschaftliche Grundstücke erwerben und behalten sowie Investitionen im Land tätigen;
- sind hinsichtlich der Vergünstigungen bei Inlandsflügen und Eintrittspreisen für Nationalparks, Wildschutzgebiete, Nationaldenkmäler, historische Stätten und Museen indischen Staatsbürgern gleichgestellt;
- sind Auslandsindern (NRI) in den meisten Wirtschafts-, Finanz- und Bildungsbereichen, außer beim Erwerb von landwirtschaftlichen Grundstücken oder Plantageneigentum, gleichgestellt;
- sind in allen anderen oben nicht genannten Bereichen mit anderen Ausländern gleichgestellt.

Trotz des Begriffs Staatsbürgerschaft im Titel ist mit dem Aufenthaltstitel jedoch keine indische Staatsbürgerschaft verbunden. Auch dürfen Inhaber nicht an indischen Wahlen teilnehmen oder ein öffentliches Amt bekleiden.

### Beantragung und Verlängerung
Anträge für eine OCI können nur online auf ociservices.gov.in gestellt werden. Mit dem Antrag müssen ein biometrisches Passbild, eine Kopie des ausländischen Reisepasses sowie Unterlagen, die den Anspruch belegen, hochgeladen werden. Unterlagen, die die Anspruchsgrundlage untermauern, sind beispielsweise Abstammungsnachweise wie etwa eine Geburtsurkunde. Für Anträge außerhalb Indiens wird eine Gebühr von 275 US-Dollar erhoben. Für Anträge, die in Indien gestellt werden, wird eine Gebühr von ca. 180 US-Dollar erhoben.
Seit dem 15. April 2021 muss die OCI nach Vollendung des 20. Lebensjahrs nur noch einmal verlängert werden, um bis zum 50. Lebensjahr gültig zu sein. Ab dem 50. Lebensjahr muss jedoch eine Kopie des aktuellen ausländischen Reisepasses zusammen mit dem aktuellen Passfoto auf das OCI-Onlineportal hochgeladen werden. Diese Regelung soll den Verwaltungsaufwand verringern.

### Verlust oder Verzicht
Die zuständige Behörde kann eine OCI widerrufen, wenn eine Person
- die OCI durch eine Täuschung erlangt hat; oder
- ein unpatriotisches Verhalten zeigt; oder
- rechtskräftig zu einer Freiheitsstrafe von mindestens zwei Jahren verurteilt wurde (sofern nicht schon fünf Jahre seit der Erstausstellung des OCI vergangen waren); oder
- zu einer Gefängnis verurteilt wurde, bevor fünf Jahre seit Ausstellung des OCI vergangen waren; oder

- in Indien wegen eines lediglich geringfügigen Vergehens bestraft wurde.

Vor dem Verlust des OCI ist der Betroffene anzuhören.
Jeder Inhaber einer OCI kann mittels einer Erklärung auf seinen OCI-Status verzichten. Gleichzeitig verlieren damit auch alle minderjährigen Kinder des Inhabers ihren OCI-Status.